# Himnuszköltő Szent József
Himnuszköltő Szent József, görögösen Joszéphosz ho Hümnographosz (ógörögül: Όσιος Ιωσήφ ο Υμνογράφος), (Siracusa, Szicília, 810 körül – Thesszalonika, 886. április 3.) középkori bizánci egyházi költő.
Szicíliai görög családból származott, és arabok támadása elől menekült szüleivel még gyermekkorában a Peloponnészoszi-félszigetre. Később Konstantinápolyba ment, ahol a Hagia Szophia papjai közé lépett be. Olyan nagy számú kánon és kontakion maradt fenn tőle, hogy egyesek úgy vélikː egy másik Józsefnek, Sztudita Szent Theodórosz testvérének versei is a Himnuszköltő művei közé keveredtek.